# Кузьменко Юлія Леонідівна
Ю́лія Леоні́дівна Кузьме́нко (нар. 5 листопада 1979, Горлівка) — українська лікарка-педіатр (фах — педіатрична інтервенційна кардіологія); волонтерка, громадська діячка, військовий медик, кандидат медичних наук.
Кузьменко потрапила у фокус українських та закордонних ЗМІ 12 грудня 2019 року, коли її арештували як одну з підозрюваних у вбивстві журналіста Павла Шеремета.

## Життєпис
- 1996 року закінчила середню школу
- 1996—2002 — навчалась в Медичному університеті ім. Богомольця
- 2002—2006 — працювала в Інституті серцево-судинної хірургії ім. Амосова.
- з 2003 року — працює в Науково-практичному центрі дитячої кардіології та кардіохірургії МОЗУ, дитячий кардіохірург.
- з 2007 року — завідувач відділення Рентгеноангіографії і ендоваскулярної хірургії в Центрі дитячої кардіохірургії.

Після початку російсько-української війни на Донбасі займалась волонтерством у Євромайдан SOS. 2018 телеканал Україна зняв про Юлію короткий фільм: «Гордість країни: місія врятувати життя».
У 2018 році Юлію Кузьменко включили до списку 100 найвпливовіших жінок України (за версію журналу «Фокус»).
У 2021 брала участь у довиборах до Верховної Ради від партії ЄС у Донецькій області, посівши третє місце, набравши 6,69 % голосів.

## Кримінальне провадження
12 грудня 2019 Юлію заарештували з Яною Дугарь та Андрієм Антоненком за підозрою у вбивстві українського журналіста Павла Шеремета, що сталося 20 липня 2016 року. Юлія Кузьменко з Андрієм Антоненком, як стверджує слідство, можуть бути ідентифіковані як ті особи, які задокументовані на відеозаписах камер CCTV на місці подій в ніч перед убивством, і на думку слідства, вони займалися встановленням вибухового пристрою під місцем водія у автомобілі Олени Притули.
Українські та закордонні журналісти висловили скептичне ставлення до представлених на пресконференції МВС доказів винуватості затриманих осіб, а також щодо сформульованого слідством мотиву злочину..
Згідно із даними слідства, для ідентифікації підозрюваних, крім КНІСЕ, залучили також фахівця-криміналіста з Британії на ім'я Айвон Бірч (en. Ivan Birch), який спеціалізується на методиці так званого «криміналістичного аналізу ходи» (en. forensic gait analysis). За власними даними Бірча, точність його методики становить близько 70 %. Провідні фахівці-криміналісти із Нідерландів та Австралії взагалі ставлять під сумнів наукову обґрунтованість «криміналістичного аналізу ходи (en. FGA)» як способу ідентифікації підозрюваних.
На брифінгу 12 грудня заступник голови Нацполіції Євген Коваль також заявив, що в одній з телефонних розмов Юлія начебто також заявляла про іншу заплановану жертву, відому волонтерку, добровольця та громадську діячку Марусю Звіробій.
13 грудня справу Юлії мала місце спроба зняти справу з розгляду через відвід скандального судді Сергія Вовка. Але судове засідання провели, і суддя Сергій Вовк виніс рішення щодо утримання Кузьменко за ґратами до 8 лютого. Захист Кузьменко подав апеляцію.
20 грудня, після того, як суд не зміг розглянути апеляцію захисту Кузьменко, спецпризначенці без розпізнавальних знаків почали зачистку зали Апеляційного суду. Прихильники Кузьменко намагалися не пустити озброєних людей до зали, через що сталася сутичка. Згодом спецпризначенцям вдалося вивести Юлію з зали. Під час сутички госпіталізовано колишнього командира 25-ї бригади Андрія Янченка, якому силовики зламали шию, крім того, в Андрія стався напад епілепсії.
24 грудня Київський апеляційний суд розглянув апеляцію захисту і залишив під вартою Кузьменко, попри те, що її просили відпустити на поруки 55 людей, зокрема учасники АТО, військові капелани, колишні нардепи Оксана Корчинська, Микола Величкович та ексміністр охорони здоров'я Олег Мусій.
2 січня 2020 у справі Шеремета проводили слідчий експеримент із Кузьменко. Владислав Добош, адвокат Юлії, назвав ці дії слідчих (зокрема, на прізвище Бирко) незаконними. Адвокат не отримав матеріалів справи для ознайомлення.
17 січня захист лікарки Кузьменко повторно подав клопотання про зміну запобіжного заходу. Судове слухання, яке відбулося у Печерському суді 23 січня 2020 року, було суто технічним і розгляд клопотання перенесли на 3 лютого 2020.
28 січня 2020 адвокат Кузьменко заявив, що слідство намагається продовжити строк досудового утримання підозрюваних під вартою ще на шість місяців, до червня 2020 року. Попри постійні протести захисту, суддя Віталій Писанець продовжив термін її утримання під вартою до 3 квітня. Після допитів мами, колишнього чоловіка та кількох інших ймовірних свідків, Печерський суд відмовився випускати з-під варти Кузьменко під домашній арешт.
6 березня Кузьменко відмовилась від проходження перевірки на поліграфі через недовіру до державних експертів.
1 квітня суд продовжив Кузьменко утримання під вартою до 30 травня, засідання проходило без спостерігачів через карантин. На закритому судовому засіданні 1 квітня лікар Кузьменко звернула увагу суду, що в умовах епідемії коронавірусу вона перебуває у двомісній камері, де її співкамерниці регулярно змінюються.
28 квітня Юлії продовжили арешт до 30 травня. 26 травня арешт повторно продовжили на два місяці.
10 червня Київський апеляційний суд вирішив продовжити тримання Юлії під вартою до 24 липня. У липні, коли минуло понад 200 днів перебування підозрюваних під вартою, у Кузьменко почалися проблеми зі здоров'ям, зокрема, у неї з'явилися збої ритму серця та проблеми із тиском. 16 липня Юлії продовжили арешт щонайменше до 13 вересня.
27 серпня з Кузьменко зняли електронний браслет для стеження.

### Адвокат Кузьменко
Спочатку інтереси Кузьменко представляв адвокат Владислав Добош, далі ці обов'язки взяв адвокат Тарас Безпалий.

## Нагороди
- 2016 — Відзнака Президента України «За гуманітарну участь в антитерористичній операції»
- 2016 — волонтерська премія «Євромайдан SOS-2016»[36]
- 2018 — включена до списку 100 найвпливовіших жінок України за версію журналу «Фокус»[4]